# Черемново (Печорский район)
Черемново — деревня в Печорском районе Псковской области России. Входит в состав сельского поселения «Паниковская волость».
Расположена в 0,9 км от автодороги Псков — Изборск — Шумилкино (А212 или E 77), в 19 км к югу от центра города Печоры и в 2,5 км к юго-востоку от волостного центра, деревни Паниковичи.

## Население
Численность населения деревни составляет 17 жителей (2000 год).
| 2001 | 2002 | 2010 |
| ---- | ---- | ---- |
| 17   | ↘9   | ↘8   |

## Топографические карты
- O-35-080-c Масштаб: в 1 км 500 м Госгисцентр